# Olivier Audibert-Troin
Olivier Audibert-Troin, né le 16 août 1960 à Draguignan (Var), est un homme politique français, premier-adjoint au maire de Draguignan de 2001 à 2014, et député du Var de 2012 à 2017.

## Études et profession
Titulaire d'une licence en droit obtenue en 1983, il reprend le cabinet d'assurances MMA transmis par son père, exerçant comme agent général d'assurance.
En 2014, une confusion sur sa déclaration d'intérêt (entre chiffre d'affaires et bénéfice) lui prête 468 000 euros de revenus annuels pour l'année 2012,. Cette erreur le place quelque temps sur le podium des députés les plus riches, en 3e position derrière Jean-Michel Baylet et Serge Dassault. Il dément cette information dans l'éditorial de sa lettre d'information de septembre 2014.

## Vie politique
Premier adjoint au maire de Draguignan de 2001 à 2014, vice-président (2001-2008) puis président (depuis 2008) de la Communauté d'agglomération dracénoise, il est élu député de la huitième circonscription du Var lors des élections législatives de juin 2012. Il est membre de la commission de la défense nationale au sein de l'Assemblée.
Après son élection à la députation, il démissionne de son poste de conseiller régional qu'il occupait depuis 1998.
Il est candidat aux élections municipales du 23 et 30 mars 2014 à Draguignan et conduit la liste UMP-UDI De toutes nos forces pour Draguignan. Sa liste n'étant arrivée qu'en deuxième position au second tour, derrière celle menée par Richard Strambio (divers droite), il a perd sa fonction de premier adjoint. 
En 2016, à l'occasion des primaires de la droite et du centre, il soutient Jean-François Copé.
Le 4 mars 2017, dans le contexte de l'affaire Fillon, il cosigne une tribune appelant le candidat LR François Fillon à retirer sa candidature. Cette candidature étant confirmée, il participe à la campagne LR en organisant la venue de Christian Jacob à Draguignan le 30 mars 2017 et en participant au meeting de François Fillon à Toulon le 31 mars 2017.
Lors des élections législatives de 2017, le candidat La République en marche Fabien Matras, arrive en tête et le candidat soutenu par le Front national, Pierre Jugy, arrive en deuxième position. Classé troisième, il est éliminé.